# Машербрум
Машербрум (англ. Masherbrum, К1; урду ما شربرم‎) (7821 м) — высочайшая вершина хребта Машербрум (Центральный Каракорум). Является 22-й по высоте вершиной мира.

## География
Машербрум является высшей точкой хребта Машербрум, расположенного в Центральном Каракоруме. Хребет Машербрум расположен к югу от ледника Балторо, к северу от которого находятся восьмитысячники Каракорума (Чогори (К2), Броуд-Пик, Гашербрум I и Гашербрум II). У горы имеются две вершины: Главная (северная) высотой 7821 м и юго-западная высотой 7806 м. Расстояние между ними составляет около 200 метров.
Для подходов к вершине Машербрум с севера используется путь по леднику Балторо, который также используется для подходов к каракорумским восьмитысячникам. К подножию Машербрума можно подойти также по долине Хуше (Hushe) c юга.

## История
Машербрум был открыт в 1856 году британским военным топографом подполковником Томасом Монтгомери, который увидел её и вторую по высоте вершину в мире Чогори с пика Харамук, примерно в 220 км от ледника Балторо, и обозначил эти горы на карте, как K1 и К2 (вершины под номером 1 и 2 в Каракоруме с запада на восток, если смотреть на них с этого пика). Впоследствии название К1 не прижилось, чего нельзя сказать о К2. Вершина К1 известна больше под названием Машербрум.

## Этимология
Этимология местного названия горы неоднозначна. Оно может происходить от слова mashadar (пушка, заряжаемая через дуло) и brum (гора) из-за сходства вершины горы, имеющей две вершины, с пушкой старого типа, заряжаемый со стороны дула. Другая версия происходит от слова masha, означающего «королева», что могло означать «королева гор». Существуют также другие варианты объяснения происхождения названия горы.

## История восхождений
Первые попытки восхождения на Машербрум были предприняты в 1938 году (с юго-запада), 1955 году и 1956 году (по юго-восточному склону). Они оказались безуспешными.
Первое успешное восхождение состоялось в 1960 году. Американо-пакистанская экспедиция во главе с Ником Клинчем (англ. Nick Clinch) совершила первовосхождение на главную вершину по юго-восточному склону. Американцы Джордж Белл (George Bell) и Вилли Ансуэл (Willi Unsoeld) поднялись на вершину.
В 1983 году участники японской экспедиции Масахиро Номура и Такэясу Минамура поднялись по американскому маршруту 1960 года.
В 1985 году состоялись первые восхождения на Машербрум с севера. Японская и австрийская команды достигли вершины по разным маршрутам с северо-запада с ледников Ерманенду и Манду.
Юго-западной вершины Машербрума высотой 7806 м впервые достигли в 1981 году участники большой польской экспедиции. Однако в ходе восхождения произошла трагедия. Трое альпинистов (Зигмунт Анджей Генрих, Марек Малатинский и Прземислав Новацкий), поднимаясь с юго-востока, достигли седловины (высота около 7800 м) между главной и юго-западной вершинами Машербрума. На седловине они организовали бивак, а затем совершили первовосхождение на юго-западную вершину. В последующем Малатинский и Новацкий умерли, а оставшийся в одиночестве Генрих на спуске сорвался на высоте 7500 м, пролетел около 300 м и чудом остался в живых после срыва.
В 2006 году была предпринята попытка пройти сложнейший маршрут на вершину Машербрума по северо-восточной стене командой российских альпинистов в рамках проекта «Русский путь — стены мира». Однако, после неоднократных попыток пройти маршрут было принято решение отказаться от восхождения по причине объективной опасности маршрута.